# Manovo-Gounda St. Floris Nemzeti Park
A Manovo-Gounda St. Floris Nemzeti Park Közép-afrikai Köztársaság északi részén, Csád és Szudán határáig nyúlik Nyugat-és Közép-Afrika legnagyobb védett szavannája. A rezervátum története a 30-as évekig nyúlik vissza. Elsőként egy 13 000 hektárnyi térséget nyilvánítottak
természetvédelmi területté 1933-ban Ubangui-Chari Nemzeti Park néven. Többszöri bővítést követően 1979-ben vált védetté a jelenlegi 1 740 000 hektáros terület. Belső területeit magányos fákkal tűzdelt, füves szavanna foglalja el, melynek három különböző típusa az egyes területek jellemző cserjeféleségéről kapta a nevét. A legnagyobb területeken a Terminalia laxiflora és az Isoberlinia nő, ritkábban fordul elő a Combretum nevű sűrű bozótos. A száraz évszakban a szavannán gyakorta tűz söpör végig, melyet a talajban felhalmozódott szerves anyagok és az elöregedő bozótok táplálnak.

## Élővilága
A szavannás területen fekete orrszarvúk, elefántok, gepárdok, leopárdok, hiénakutyák, vörös homlokú gazellák és bölények élnek. A parkban 320 madárfajt azonosítottak, ezek között 25 ragadozó, például a lármás rétisas. Az északi állóvizeknél sok költöző madár talál pihenőhelyet vagy átmeneti lakhelyet. Itt egy körülbelül 2000 négyzetkilométeres területen marabuk, fehér pelikánok, gólyák osztoznak vízilovakkal, zsiráfokkal és főemlősökkel.

## Orvvadászok
Az orvvadászat hihetetlen károkat okozott a vadállományban, a népesebb vadállatcsoportokat a park régi határaira szorítva vissza. A legveszélyeztetettebb faj a zsiráf, az afrikai elefánt, mely 1981 és 1984 között egyedeinek háromnegyedét elvesztette, és a keskenyszájú orrszarvú, melyből mára alig tíz példány akad.